# Senigallia
Senigallia er en italiensk by (og kommune) i regionen Marche i Italien, med omkring 44.019(2023) indbyggere.